# Michal Miloslav Hodža
Michal Miloslav Hodža (22. září 1811 Rakša – 26. března 1870 Těšín) byl slovenský národní buditel, luteránský farář, básník, jazykovědec a reprezentant slovenského národního hnutí ve 40. letech 19. století.

## Život
Pocházel z rolnické, mlynářské rodiny. Studoval v Rakši, Mošovcích, na gymnáziu v Banské Bystrici (kde ho ovlivnila téze profesora literatury G. Kocha o češtině jako pramatce slovanských jazyků) a Rožňavě, pak v letech 1829–1832 pokračoval studiem teologie na evangelickém sboru v Prešově. V letech 1832–1834 studoval teologii na evangelickém lyceu v Bratislavě. Během studia v Bratislavě začal pracovat ve Společnosti řeči a literatury československé, přičemž v letech 1833–1834 byl také zástupcem předsedy společnosti (místopředseda). V letech 1834–1836 působil jako vychovatel v Rakši a Podrečanech. V letech 1834–1837 pokračoval ve studiu teologie ve Vídni, kde byl v roce 1837 vysvěcen na kněze a až do roku 1866 působil jako evangelický farář v Liptovském Mikuláši.
V létě roku 1843 se setkal se Štúrem a Hurbanem v Hlbokém, kde spolurozhodoval o podobě spisovné slovenštiny a o vydávání slovenských novin. Na další schůzce, svolané do Liptovského Mikuláše ve dnech 26. srpna – 28. srpna 1844, byl založen kulturně-vzdělávací spolek Tatrín – Hodža se stal jeho prvním předsedou.
Během revoluce v letech 1848–1849 měl velkou zásluhu na uskutečnění schůze národovců 10. května – 12. května 1848 v Liptovském Mikuláši, která v přítomnosti Štúra a Hurbana schválila 14 bodů Žádostí slovenského národa, které obsahovaly návrhy na řešení postavení slovenského národa v rámci Uherska. Po vyhlášení stanného práva, které bylo přímou reakcí na žádosti, se jako přední osobnost národního odboje rozhodl odejít do Prahy, aby se vyhnul policejnímu stíhání. Zde se aktivně účastnil jednání Slovanského sjezdu a zapojil se do letních příprav na ozbrojené slovenské povstání. Stal se členem první Slovenské národní rady. Byl aktivním účastníkem slovenských dobrovolnických výprav v letech 1848–1849 (po boku císařských vojsk), a to přestože nesouhlasil se Štúrem a Hurbanem, aby se věci řešily otevřeným vojenským konfliktem.
Po porážce maďarského povstání se vrátil do Liptovského Mikuláše a v letech 1849–1850 byl stoličným notářem Liptovské župy. Nesouhlasil s podporou maďarských kruhů, což vyústilo do jeho rozhodnutí vzdát se úřadu a pokračovat novými akcemi v národně buditelském programu. To mu však přineslo jen nové konflikty. V letech 1863–1867 byl zakládajícím členem a členem výboru Matice slovenské. V roce 1866 se stal vikářem evangelické církve v Martině, ale protože se účastnil debat o tzv. patent (císařské nařízení o uspořádání církevních poměrů), byl suspendován a nucen opustit faru. Od roku 1867 žil v důchodu v exilu v Těšíně, kde se věnoval pouze literární činnosti. Začátkem roku 1870 onemocněl a krátce nato i zemřel. Pohřben byl v Těšíně, ale v roce 1922 byly jeho ostatky z Těšína převezeny do Liptovského Mikuláše.

## Podíl na reformách slovenštiny
Zpočátku patřil k obhájcům biblické češtiny jako spisovného jazyka, ale od druhé poloviny 30. let ji už ve světské literatuře nepoužíval. Potom obhajoval nový spisovný jazyk. Podílel se na kodifikaci středoslovenštiny. Jeho názory na pravopis se lišily od Štúrových radikálních reforem (Hodža chtěl zachovat ä, y, dvojhlásky, rozlišení l a ľ na konci základního tvaru minulého času, psaní d, t, n, l před e bez háčku), přesto se plně postavil za nový spisovný jazyk, který bránil před stoupenci biblické češtiny. V roce 1852 byly Hodžovy připomínky akceptovány a Martin Hattala je zahrnul do slovenské mluvnice.
Hodža věnoval tři díla slovenskému jazyce (Dobruo slovo Slovákům, soucim na slovo, spis na obranu slovenčiny; Epigenes slovenicus a Větín o slovenčině). Hodžovy argumenty pro přijetí spisovné češtiny byly více romanticko-mesianistické a kodifikovaní češtiny vnímal jako obnovu praslovanštiny, matky všech slovanských jazyků, uvádí Slovenský biografický slovník.

## Tvorba
Svá první díla začal přednášet na schůzkách Společnosti řeči a literatury československé ještě během středoškolských studií. Důležitá pro něj byla přednáška o československé řeči, která vyšla v almanachu Plody v roce 1836. Zúčastnil se také přípravných prací na vydání Zpěvníku, do kterého přispěl 43 původními písněmi.

### Filosoficko-teologické názory
Podle Rudolfa Dupkaly lze zařadit Hodži do romanticko-mesianistického proudu filozofování, v němž dominovaly vlivy křesťanské teologie, rysy schellingovsko-baaderovské teozofie, iniciativy polské a ruské romantické filozofie a myšlenkové postupy Amerlingovy diasofie. Věda, resp. vedení (včetně filozofického vedení) má podle Hodži, připomíná Dupkala, smysl jen v propojení na svědomí a víru. Jen rozumem nelze odhalit ani podstatu člověka, ani podstatu světa. Podle Hodži je podstata člověka i světa přístupná pouze víře, neboť pravda se nachází až za hranicemi rozumu – v náboženské zkušenosti. Hodžu lze zařazovat mezi mesianisty (jeho mesianismus se metodologicky opírá o teistickou modifikaci Herderovy vize budoucnosti Slovanů, což je vliv Kollára a Šafáříka, a křesťanskou koncepci dějin spásy) i proto, že věřil v představu, že Slované mají znovu najít a vrátit Krista života Evropy, odkud ho vypudila jeho slovy „osvětanská věda Světoducha“. Podle Hodži mají Slované vytvořit nové soustavy umění a věd na principu Kristovy lásky a pravdy. Jak dále uvádí Dupkala, Hodža je mesianisticky přesvědčen, že Slovanům náleží v historickém vývoji lidstva zvláštní místo a poslání.

## Dílo
- 1836 – Meč krivdy, epická báseň
- 1838 – Úvod Sl. B. Kazatele do Cirkwe ewangelické Wrbicko-Swato-Mikulášské a Průwod téže Cjrkwe ...
- 1845 – Šenk pálenčený (Andraščík)
- 1845 – Něpi Pálenku" to ge „nezabi“. Kázeň, ktorú mau dňa 9. brezna 1845, w Nědělu smrtnú wo Wrbicko-swato-Mikulášskom Chráme Kň. M.M. Hodža ..., kázeň
- 1847 – Dobruo slovo Slovákom, súcim na slovo, spis na obranu slovenčiny
- 1848 – Epigenes slovenicus (Potomok slovenský) (Orol Tatránsky)
- 1848 – Hlas k národu slovenskému, proklamace
- 1848 – Větín o slovenčině
- 1848 – Der Slowak (Slovák), spis určený neslovanské veřejnosti, kterou informuje o požadavcích slovenského národa a slovenském národním hnutí
- 1856 – Matora, lyricko-epická báseň o 30 kapitolách (zveřejněna byla jen část)
- 1859 – Šlabikár
- 1860 – Prvá Čítanka pre slovenské evanjelické a. v. školy
- 1862 – Slavomiersky, pokus o filozoficko-básnickou esej (zveřejněna až v roce 1907 (Slovenské pohľady))
- 1862 – Dohowor o tom, čo sä robi w Cirkwi ewanjelickej augspurgského wyznania, wedený w Cirkwi ewanj. a.w. Wrbicko-Swäto-Mikulášskej, brožura
- 1862 – Dohovor druhy o tom, čo sa robí v Cirkvi Evanjelickej augšpurského vyznania ...
- 1863 – 	Protestant proti protestantským unistům v církvi evanjelické a.v. v Uhřích. Sv. 1
- 1866 – Unterthänigsten Promemoria über die Kirchlichen Angelengenhaiten in Ungarn bei den Slowaken der ev. lut. Confesions
- 1911 /1912 – Vieroslavín, cyklická báseň v pěti částech (vyšlo jen 100 slok):
  - Mojslav
  - Rodoslav
  - Vlastislav
  - Miroslav
  - Vekoslav
- Elegie u hrobu Napoleona
- Polonofil
- Noc křivdy
- Slavění jara
- Leander